# 星界边境
《星界边境》是一款由英国独立游戏工作室Chucklefish开发的独立游戏。游戏背景设定在宇宙中，玩家可以探索各个星球来获得新的武器、盔甲以及各种物品。星界边境于2013年12月4日在Microsoft Windows、OS X和Linux平台开始Beta测试，并于2016年7月22日在Steam正式发行。Xbox版则于2024年10月24日推出。

## 简介
主角是遊戲中星球捍卫者的成員。游戏开始于玩家乘坐飞船逃离被神秘觸手摧毀的地球，飞船没有方向地在宇宙中穿梭，在星海中彻底迷失了方向。幸运的是，飞船在一个适合居住的星球上着陆，开始了新的冒险。
在遊戲中，玩家可以選擇完成劇本、各種任務、以及探索其沙盒世界。 玩家可通过飞船在各个星球间探索，并可瞬间从飞船中传送到地表。飛船的內部亦可讓玩家自行設計。

## 游戏內容
玩家探索的星球都是由程序产生的，各个星球都有自己的特色。每個星球上亦有各種以程序生成的物品、生物。玩家可以隨意改變星球外貌、與敵人進行戰鬥、招募船員、完成各種任務等。游戏中还有坐标系统，在联机游戏中可以访问其他玩家的星球。玩家持有的第一个工具是物質槍，玩家可以用來挖方塊、伐木、取得裝飾品等。
玩家亦能耕作並出售農作物、建造各種建築物、向非玩家角色收取租金等。遊戲共有三種難度供玩家選擇。在休閒難度中，玩家死亡後不會掉落任何物品，角色亦不用吃食物。在生存難度中，玩家死亡後會掉落身上的物品，角色需要吃食物果腹。而極限生存難度中玩家死亡後存檔會被直接刪除。除了人類以外，游戏還提供另外6个可玩种族，其中包括翼族人、猿族等。

### 星球生態
- 草原 Lush
- 森林 Forest
- 沙漠 Desert
- 乾旱 Dry Grassland
- 荒漠 Barren
- 月球 Moon
- 小行星 Asteroids
- 海洋 Ocean
- 叢林 Jungle
- 突變 Alien
- 毒海 Toxic
- 黑暗 Midnight
- 冰原 Tundra
- 雪地 Snow
- 冰海 Arctic
- 焦燒 Scorched
- 火山 Volcanic
- 炎漿海 Magma
- 氣態巨行星 Gas Giant

## 開發
Chucklefish董事芬恩·布莱斯在2012年2月向外宣布將會推出星界边境，並且同時宣布此遊戲將會以Kickstarter眾籌，以及允許玩家於2013年4月13日開始预购。參與眾籌者能獲得一套遊戲、參與beta 測試的邀請、遊戲的,原声音乐、以及一些特別的獎勵，如對非玩家角色的命名權、設計遊戲中專屬的帽子和武器、以及設計專屬玩家的石像。在Chucklefish公布遊戲後的24小時內，超過一萬人參與了眾籌，讓Chucklefish獲得了逾23萬美元的遊戲開發經費。
截至2013年5月，星界边境預購活動達成了全部眾籌目標，並讓Chucklefish獲得逾100萬美元的資金。於2013年12月4日，開發商在Steam發布了搶先體驗版，並賺取了超過200萬美元的收益。
星界边境是用C++語言編寫的，並且有一個專用的遊戲引擎。遊戲音乐是由美國作曲家柯蒂斯·史威哲編寫的。此遊戲於2016年7月22日正式發布。2013年，曾宣布遊戲将移植至PlayStation 4和PlayStation Vita，亦在2015年宣布移植至Xbox One。但截至2024年，三个平台的移植版均没有发售。由于三个平台逐步停产，移植可能性已很低。
2024年8月28日，Chucklefish突然发文宣布，面向Xbox主机端的限时早期测试现已在Xbox Insider Hub上线，持有Xbox Series X/S以及Xbox One主机的玩家可以在当地时间9月4日前立即申请测试并下载游戏，同时开发团队还表示Xbox主机版如今总算是接近于正式发布的阶段，未来将分享更多信息。
2024年10月24日，Chucklefish宣布游戏现已面向Xbox Series X/S以及Xbox One主机推出。

## 評價
根據Metacritic的評價，星界邊境在發布時普遍獲得好評。IGN讚賞此遊戲的製作、探索和戰鬥系統，並指該遊戲建基於泰拉瑞亞的遊戲機制。PC Gamer的克里斯托弗·利文斯顿指出，星界邊境是一個能讓人持續遊玩的、迷人的太空沙盒遊戲
。Kotaku的内森·格雷森稱讚此遊戲的探索元素，並稱玩家不會厭倦遊戲內「奇怪及不可預測的」宇宙。
截至2016年12月，星界邊境已售出逾250萬套遊戲。

### 獎項
| 獎項                              | 結果 |
| --------------------------------- | ---- |
| 獨立遊戲雜誌 - 2013年最被期待遊戲 | 獲獎 |
| 2013年獨立遊戲第一名              | 獲獎 |